# Зухайр ибн Аби Сульма
Зуха́йр ибн Аби́ Су́льма Раби́а аль-Музани́ (араб. زهير بن أبي سلمى ربيعة المزني‎; 530—627) — доисламский арабский поэт из племени бану музайна.

## Биография
Отец Зухайра был поэтом, также известным поэтом стал и его старший сын Каб ибн Зухайр, который жил во времена Мухаммеда. Зухайр обучался у Авса ибн Хаджара, учениками самого Зухайра стали его сын Кааб и аль-Хутайя.
Касыда Зухайра, которая повествует о двух арабах, чьё благородство положило конец 40-летней распре между племенами абс и зубьян, стала выдающимся произведением доисламской арабской поэзии и вошла в состав сборника «Муаллакат». От произведений других авторов того времени касыда Зухайра отличается эпической манерой повествования.